# Bergheim, Neuburg-Schrobenhausen
Bergheim là một đô thị thuộc huyện Neuburg-Schrobenhausen bang Bayern nước Đức